# Челищев, Николай Егорович
Николай Егорович Челищев (1807—1866) — русский генерал-лейтенант из рода Челищевых, участник русско-турецкой войны 1828—1829 гг. Внучатый племянник П. И. Челищева, старший брат В. Е. Челищева.

## Биография
Николай Челищев родился 20 июня 1807 года. Происходил из дворян Смоленской губернии и воспитывался в школе гвардейских подпрапорщиков и кавалерийских юнкеров, откуда выпущен в 1827 году прапорщиком в лейб-гвардии Преображенский полк.
Он участвовал в Турецкой кампании 1828 года при блокаде Варны, а в 1831 г. участвовал в усмирении польского мятежа и находился, 25 и 26 августа, при взятии приступом передовых Варшавских укреплений и городового вала.
Произведённый 1 февраля 1846 года в полковники, Челищев за беспорочную выслугу 25 лет в офицерских чинах был награждён орденом Святого Георгия 4-й степени (№ 8866 по списку Григоровича—Степанова) и уволен в бессрочный отпуск, а в 1854 году зачислен вновь на службу с назначением командиром запасного батальона лейб-гвардии Преображенского полка.
27 марта 1855 года Челищев произведён в генерал-майоры, с назначением командующим 3-ю гвардейской резервной пехотной бригадой, в 1856 году назначен командиром 1-й резервной бригады 2-й гвардейской резервной пехотной дивизии; в 1857 году зачислен по армейской пехоте и в запасные войска; в том же году назначен состоять при 2-й гвардейской пехотной дивизии, а в 1865 году произведён в генерал-лейтенанты по армейской пехоте.
Николай Егорович Челищев умер 10 января 1866 года. Похоронен на Митрофаниевском кладбище в Санкт-Петербурге.

## Награды
- Знак отличия за военное достоинство 4-й степени (1831)
- Орден Святого Станислава 3-й степени (1839)
- Орден Святой Анны 2-й степени (1849, императорская корона к этому ордена пожалована в 1954)
- Орден Святого Георгия 4-й степени (1852)
- Орден Святого Владимира 3-й степени (1856)
- Знак отличия за XXV лет беспорочной службы (1856)
- Орден Святого Станислава 1-й степени (1858)
- Орден Святой Анны 1-й степени (1861, императорская корона к этому ордену пожалована в 1863)